# Ada-Lovelace-Tag

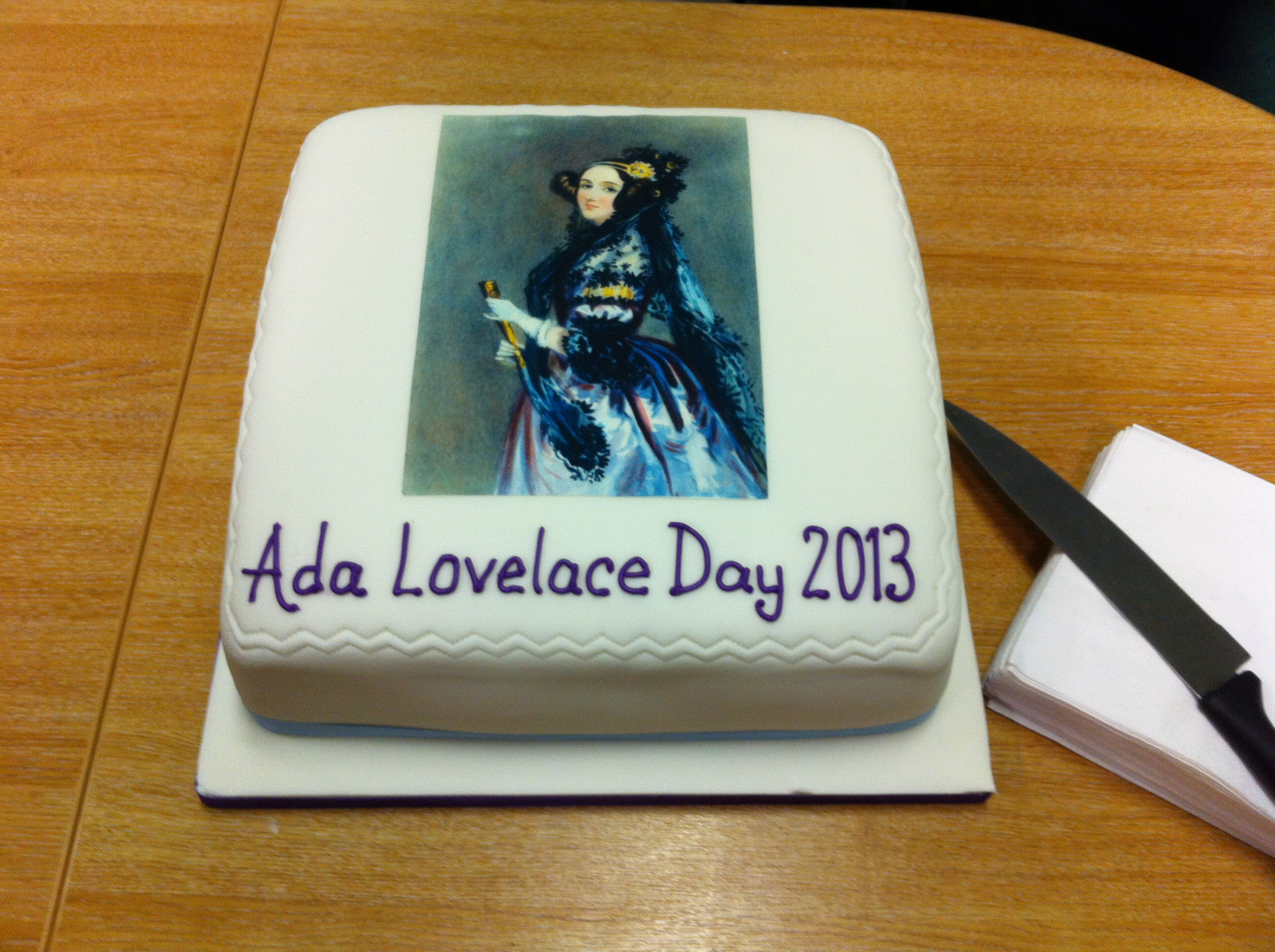
Kuchen, der zur Feier des Ada-Lovelace-Tages bei einem Edit-a-thon 2013 in Oxford hergestellt wurde.

Der Ada-Lovelace-Tag ist eine jährliche Veranstaltung, die jeden zweiten Dienstag im Oktober stattfindet, um die Beiträge von Frauen in den Bereichen MINT (Mathematik, Informatik, Naturwissenschaft und Technik) zu feiern und das Bewusstsein dafür zu schärfen. Er ist nach der Mathematikerin  Ada Lovelace benannt. Die Veranstaltung begann 2009 als „Tag des Bloggens“ und hat sich seitdem zu einem internationalen Event mit Konferenzen entwickelt.

## Geschichte
Der Tag wurde 2009 im Vereinigten Königreich von Suw Charman-Anderson als Mittel zur Sensibilisierung für die Beiträge von Frauen in den Bereichen Mathematik, Informatik, Naturwissenschaft und Technik (MINT) ins Leben gerufen.
Charman-Anderson sagte später darüber:

„Ich habe den Ada Lovelace Day 2009 ins Leben gerufen, weil ich leidenschaftlich überzeugt war, dass wir eine Möglichkeit brauchten, um die Arbeit und Erfolge von Frauen in den MINT-Fächer zu feiern und hervorzuheben, welche häufig nicht die Anerkennung erhalten, die sie verdienen.“

Im Jahr 2022 kündigte Charman-Anderson an, dass dies das letzte Jahr sein würde, in dem die von ihr gegründete Organisation Finding Ada eine jährliche Hauptveranstaltung des Ada-Lovelace-Tages in England organisieren würde. Die Royal Institution sprang jedoch mit finanzieller Unterstützung ein, da dies mit ihren Zielen übereinstimmte, Wissenschaftlerinnen und Wissenschaftler und die Öffentlichkeit zusammenzubringen.

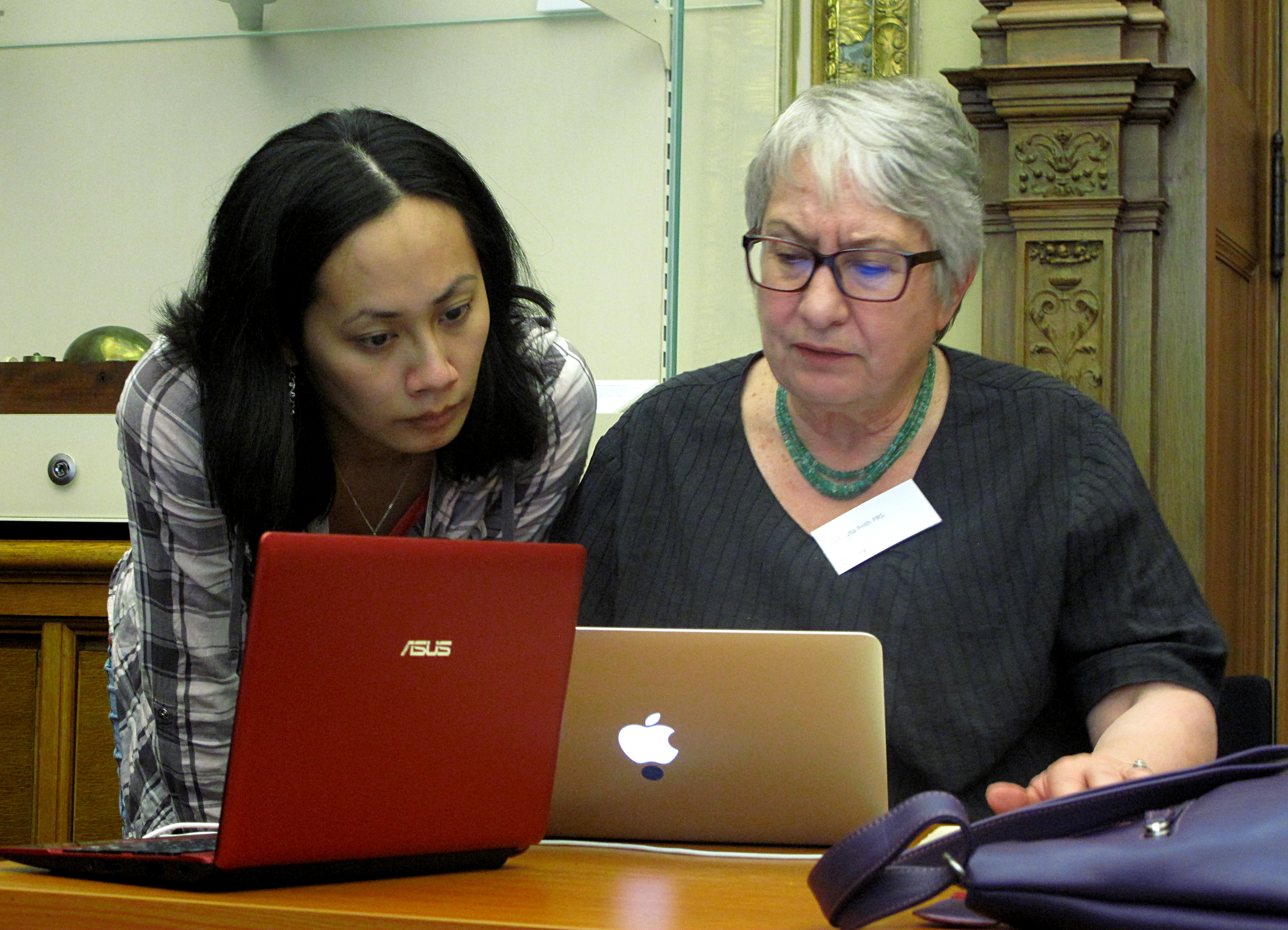
Die Teilnehmerinnen Uta Frith und Katie Chan bei einer Veranstaltung zum Ada-Lovelace-Tag, die 2012 von der Wikimedia UK gesponsert wurde

Seit seiner Gründung in England hat der Ada-Lovelace-Tag internationale Dimensionen angenommen, mit Veranstaltungen, die von Gruppen wie Museen, Fachgesellschaften, Universitäten, Hochschulen und Schulen organisiert werden. Während der Ada-Lovelace-Tag am zweiten Dienstag im Oktober gefeiert wird, erstrecken sich die Veranstaltungen zur Feier von Frauen in MINT-Fächern typischerweise über die Monate Oktober und November und umfassen vielfältige Aktivitäten, die von persönlichen und virtuellen Wikipedia Editathons bis hin zu Podiumsdiskussionen und Filmvorführungen reichen.

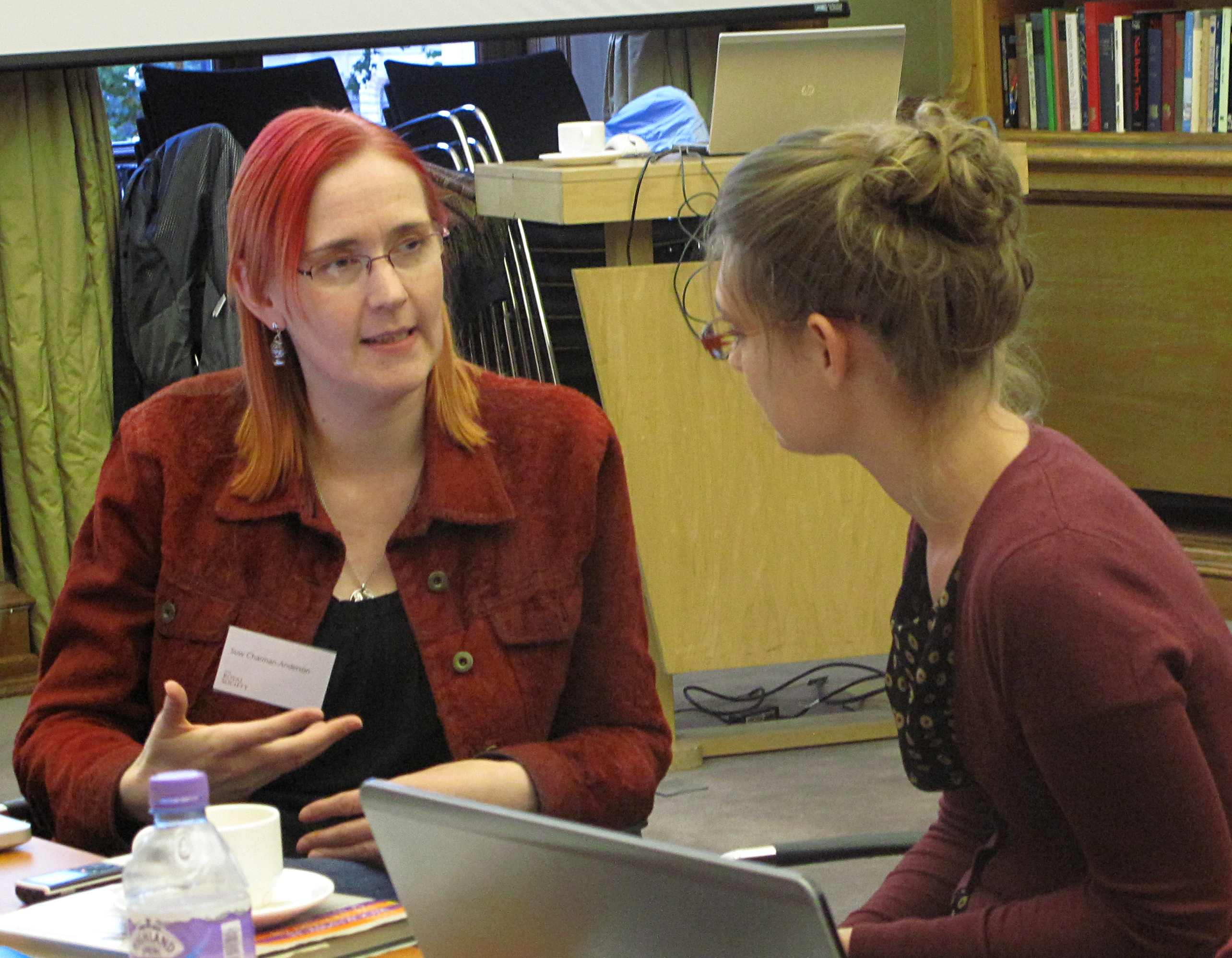
Suw Charman-Anderson, Begründerin des Ada-Lovelace-Tages, bei einer Veranstaltung im Jahr 2012

Während diese Feier der oft übersehenen Beiträge von Frauen im MINT-Bereich nach Ada Lovelace benannt ist, haben sich die Aktivitäten seit 2009 ausgeweitet, um die vielfältigen Beiträge von Frauen in den MINT-Fächern im Laufe der Zeit und in verschiedenen Ländern hervorzuheben. Veranstaltungen beinhalteten politische Initiativen und Stipendien zu Themen wie Gleichheit, Vielfalt und Inklusion, die Räume und Plattformen für den Dialog und die Diskussion darüber bieten, wie unbewusste Vorurteile Barrieren für die Teilnahme und den Aufstieg von Frauen in den professionellen MINT-Bereichen schaffen.